# Andrena cymatilis
Andrena cymatilis är en biart som beskrevs av Laberge 1987. Andrena cymatilis ingår i släktet sandbin, och familjen grävbin. Inga underarter finns listade i Catalogue of Life.